# 唐湘龍
唐湘龍（1964年1月28日—），生於中華民國台北市，籍貫湖南省湘潭市湘乡县。台灣資深媒體人、名嘴、廣播節目主持人、政論節目政治評論者。曾任職《遠見雜誌》及《中時晚報》，亦是前《中時晚報》副總主筆、《中國時報》副總主筆、《時報周刊》副總主筆，中國國民黨智庫國家政策研究基金會「新媒體、新世代」組顧問。現為飛碟電台、Yahoo TV《風向龍鳳配》主持人。
其政治立場深藍，曾有「藍軍教父」的稱號，他否认曾自称蓝军教父并表示趙少康才是藍軍教父。其亦曾被中國時報評論为「头号黑韩名嘴」。自称其對臺灣問題主张「華統」，對統一的追求是「民族統派」或「民主統派」。

## 經歷
其繼父為湖南人，母為台灣人。
他畢業於師大附中、國立臺灣大學政治系及政治學研究所（指導教授為丁守中）。畢業後進入遠見雜誌工作，後轉任中時晚報，擔任財經組與政治組記者及黨政組召集人。在中時晚報工作時期，被TVBS電視台邀請，在〈顛覆新聞〉中擔任來賓，成為台灣第一位跨足平面、電子媒體之評論人。之後成為《新聞夜總會》的常態來賓，從此成為政治論節目名嘴，媒體人。

## 媒體生涯

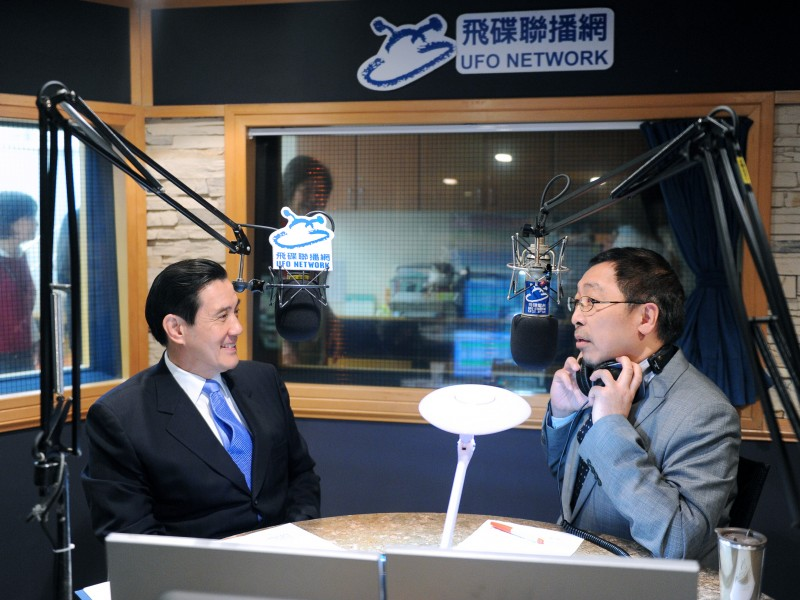
唐湘龍於飛碟電臺廣播節目專訪總統馬英九

### 廣播節目
- 飛碟電台 《飛碟早餐》
- News98 《下班一條龍》
- [观点平台] 《正经龙凤配》
- [yahoo tv平台]  《风向龙凤配》
- [丰富平台]  《东南西北龙凤配》

### 電視節目
- 中国中央电视台，《海峡两岸》
- 中天電視，《明日新聞》
- 中視，《網路酸辣湯》與陳鳳馨共同主持
- 年代電視，《政經不正經》
- 東森新聞台，《新聞龍鳳配》、《新聞一條龍》
- TVBS，《週末戰情室》
- 澳亞衛視，《走進臺灣》

### 平面媒體專欄作家
- 《中國時報》
- 《時報周刊》
- 《花花公子》國際中文版
- 香港《鳳凰周刊》
- 民報月刊等

### 網路媒體
- Yahoo TV政論節目《風向龍鳳配》主持人 (+ 陳鳳馨)
- Yahoo奇摩专栏作家
- NOWnews今日新聞專欄作家
- YouTube《观点》频道创办人之一，旗下拥有《龙行天下》、《政经龙凤配》、《全球派对》等节目

## 著作
- 《政經不正經》印刻，2005-09-28[9]，ISBN 9867420888
- 《35歲前要爽的33個樂子》易富文化，2007-06-06，ISBN 986821727X

## 家庭
唐湘龍與前妻生有二子。2002年《聯合晚報》報導唐湘龍婚外情，成為新聞事件。2003年與前妻進行離婚訴訟，2005年與新聞主播周明華再婚並育有一子。

## 擁核立場

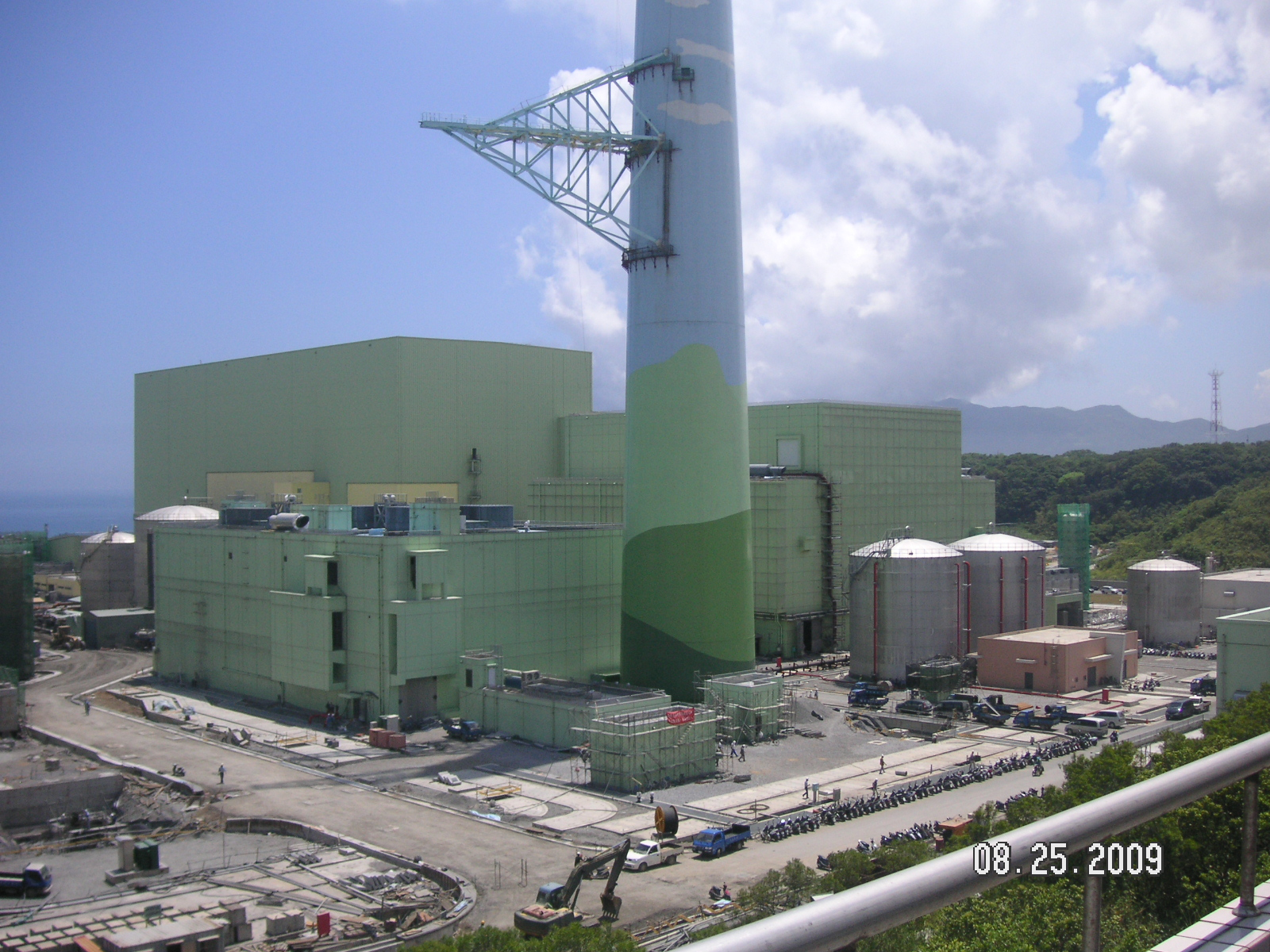
龍門核能發電廠，原名第四核能發電廠。台灣曾發生多起反對其商轉的運動

2013年3月1日唐湘龍發表：〈逢核必反會害慘台灣〉一文中指出，「沒有核安，沒有核四」。這是我認為最理智對待核四、核能的態度。重點是：核能安不安全？要如何取信於民眾？如果沒有核四，甚至沒有核電，對民眾又會有什麼影響？這都必須誠實以對。
2013年3月8日發表〈給遊行者的叮嚀　反核是最不環保的〉文中提到，其實，絕大部份的人，都只是人云亦云的反核跟隨者，對台灣的基本條件，以及能源政策的基本命題，不要說申論，連答選擇題、是非題的能力都還沒有。這樣，就要很時髦的廢核了嗎？文中並舉出為何支持核電是較環保的立論。
2014年4月23日前民主進步黨主席林義雄為了力促政府停建核四，在義光教會進行反核四禁食行動，唐湘龍在網路上發表文章，直言這是20年前的「老梗」，還說如果老是抱的「My way or no way」的態度，那就讓他「絕下去」。「剛走了一群『倚小賣小』的，又得招呼一群『倚老賣老』的。腔調都一樣：My way or no way。」唐湘龍在《奇摩新聞》專欄一篇「就讓他絕下去吧」文章質疑，對公共事務如果老是擺出這種一哭二鬧三上吊，「不聽我的，就死給你看」，我們真的還要買單嗎。

## 觀點與爭議

### 「三字經」譙母事件
2003年6月，唐湘龍打電話給母親黃靜江，兩人因唐的婚外情而發生爭吵，唐湘龍用台語粗話『臭GY』、『沒人幹』罵母親，揚言去妻兒所住的中和家中「放火燒厝」，對母親說：「妳準備棺材收屍，回來收好幾個屍體！」黃靜江聽後驚恐憤怒，深夜從中壢的家直奔中和照顧媳婦及孫子。
惟以上周刊報導內容，唐湘龍本人都以事涉尊親及家庭，從未正面承認或否認，事後網路輿論多以「孝子龍」稱呼作為諷刺。

### 新店救護車阻擋事件
2010年12月，發生新店蕭姓男子阻擋救護車事件，唐湘龍在《新聞夜總會》為蕭當事人辯駁，說他確實是有進行閃躲動作的，只是因為看到救護車在他後方而緊張，一時判斷錯誤方向，才不小心將救護車唯一的出路給堵死了的言論。唐湘龍承認與他父母是多年沒有聯絡的同業，事情發生之後也曾與其父母通話，了解經過，但否認他的立場因此而有所偏袒，僅表示公共評論此事，應顧及蕭男之特殊身心狀況。

### 2014年選舉相關發言
2014年12月1日，九合一選舉11月29日落幕後國民黨大敗。關於某些縣市一夕間變天，唐湘龍表示，這代表台灣已進入全新的政治階段，但依據他個人的工作經驗、政治觀察，及純粹從現實角度判斷，這次選舉除了國民黨較難再拿回執政權亦「很可能讓台灣付出極大代價因此而難以翻身」。

### 假冒文獻與批判維基百科
2018年唐湘龍以網路謠言稱《屏東縣鄉賢傳略》有寫蘇貞昌祖父蘇雲英當年提供日軍不少情報，以致林少貓被日軍殲滅，甚至說蘇雲英進一步提供抗日義民嫌疑犯和林少貓親近人士名冊，網羅罪名，被殺害者達到數百人，但根據《屏東縣鄉賢傳略》根本沒寫。次年，唐湘龍又認為連維基百科蘇雲英、蘇雲梯不開放是陰謀論，評判維基百科有背後政治力在「喬歷史」 。

### 對香港反修例运动的言論
2019年6月起，唐湘龙在他主持的電視、電台節目中多次發表關於香港反對逃犯條例修訂草案運動的評論，表示其支持和理非但反對暴力，並質疑外力介入香港及港獨勢力，例如说香港人收了美國CIA的錢，美国国家民主基金会介入等，在8月15日說“香港騷亂接近尾聲”，9月30日又說“反送中氣數已盡，小英老師音容宛在”等。

### 對譚德塞指控台灣言論攻擊的言論
2020年4月10日，唐湘龍於Yahoo奇摩旗下的政論節目《風向龍鳳配》里表示譚德塞對台灣的指控正確得不得了、美國能選出川普這種領導人也很下流、譚德塞超弱勢、台灣噁心。

### 中選會認定違反選罷法
2020年總統大選期間，唐湘龍於投票日前10天主持電臺節目時公開談論民調，遭中央選舉委員會認定違反選罷法，裁罰新台幣50萬元。唐湘龍表示自己在當天節目中沒有談到民調，遭檢舉的文字是出現在1小時節目中最後20秒，收到中選會處分書後已委請律師審酌處理。2023年2月9日，台北高等行政法院判唐敗訴。

## 外部連結
- 風向龍鳳配 - Yahoo TV（页面存档备份，存于）
- YouTube上的《飛碟早餐 唐湘龍時間》播放列表
- YouTube上的【週末戰情室】唐湘龍和蘭萱和你週末談時事播放列表
- YouTube上的唐湘龍時間 / 唐湘龍 播放列表
- YouTube上的正經龍鳳配 / 唐湘龍 × 陳鳳馨播放列表
- YouTube上的龍行天下 / 唐湘龍播放列表
- 飛碟電台DJ-唐湘龍簡介 （页面存档备份，存于）